# Oisy-le-Verger
Oisy-le-Verger – miejscowość i gmina we Francji, w regionie Hauts-de-France, w departamencie Pas-de-Calais.
Według danych na rok 1990 gminę zamieszkiwało 1301 osób, a gęstość zaludnienia wynosiła 115 osób/km² (wśród 1549 gmin regionu Nord-Pas-de-Calais Oisy-le-Verger plasuje się na 483. miejscu pod względem liczby ludności, natomiast pod względem powierzchni na miejscu 256.).